# Ropica albomarmorata
Ropica albomarmorata là một loài bọ cánh cứng trong họ Cerambycidae.